# Revolta de Ambiórix
Revolta de Ambiórix foi um rebelião ocorrida durante as Guerras Gálicas entre 54 e 53 a.C. na qual os eburões, liderados por Ambiórix, enfrentaram as legiões romanas lideradas por Júlio César. Quinze coortes romanas, incluindo a Legio XIV Gemina, foram completamente destruídas em Aduatuca e uma guarnição comandada por Quinto Túlio Cícero escapou por pouco depois de ser salva por César no último instante. Depois de sufocar a revolta, César passou o ano de 53 a.C. numa campanha punitiva contra os eburões e seus aliados, que, segundo o próprio César, foram completamente exterminados enquanto tribo pelos romanos.

## Prelúdio
Em 57 a.C., Júlio César terminou a conquista da Gália, incluindo a Gália Bélgica, um território que corresponde hoje em dia ao norte da França, a Bélgica, a porção sul da Holanda até o Reno e o noroeste do estado alemão de Renânia do Norte-Vestfália. Na Batalha do Sábis, César derrotou os nérvios, os viromânduos e atrébates; em seguida, ele se voltou contra os aduáticos, capturando sua capital e vendendo todos os habitantes como escravos.
Os eburões, que até a destruição dos aduáticos eram vassalos deles, eram governados por Ambiórix e Catuvolco. Em 54 a.C., houve uma quebra na colheita e César, cuja prática normal era tomar uma parte do suprimento de alimentos das tribos locais para alimentar seu exército, foi forçado a dividir suas legiões entre um número bem maior de tribos para evitar que qualquer uma delas carregasse um fardo pesado demais. Aos eburões, foram enviados Quinto Titúrio Sabino e Lúcio Aurunculeio Cota à frente de uma legião recém-alistada no norte do vale do rio Pó, a Legio XIV Gemina, e um destacamento de cinco coortes.

## Revolta contra os romanos

### Primeiro ataque
Ambiórix liderou um ataque que resultou na morte de diversos soldados romanos que estavam buscando madeira perto do território da tribo. Os sobreviventes fugiram de volta para o acampamento com Ambiórix e seus homens no encalço. Quando os romanos contra-atacaram, Ambiórix negociou a realização de conversas nas quais ele admitiu sua dívida para com César, que o havia apoiado em disputas com outras tribos gálicas, mas que, a despeito da força limitada dos eburões, ele acabou sendo pressionado a agir por pressão de outras tribos que queriam se livrar do jugo romano. Segundo ele, uma gigantesca força das tribos germânicas, que estavam furiosas por causa das vitórias de César e da derrota de Ariovisto, estava prestes a atravessar o Reno. Ambiórix ofereceu salvo-conduto para guarnição do forte para que ela se juntasse a uma das duas legiões vizinhas para que pudessem resistir melhor ao iminente ataque.

### Debate
Os representantes romanos, Quinto Júlio e Caio Arpineio, levaram as notícias de volta ao acampamento que estava cercado. Um conselho de guerra, com a participação de todos os principais oficiais, foi formado. Durante os debates, duas opiniões opostas se firmaram. Falando primeiro, Lúcio Aurunculeio Cota defendeu que a guarnição deveria ficar onde estava até que viesse uma ordem de César e lembrou que a experiência até então era que os germânicos podiam ser repelidos por fortificações, que havia uma quantidade suficiente de provisões e que eles estavam perto das legiões vizinhas. Ele enfaticamente destacou que não se deveria dar ouvidos ao inimigo.
Negando estar sendo motivado pelo medo, Quinto Titúrio Sabino afirmou que César estava seguindo para a Itália, que os germânicos estavam prestes a se juntar aos eburões que cercavam o acampamento e que era evidente que a guarnição estava prestes a enfrentar a fúria total de germânicos e gauleses, pois claramente os fracos eburões não teriam ousado atacar se não fosse este o caso. Além disto, ele acrescentou que muito melhor seria que todos seguissem para uma legião vizinha para enfrentar o perigo com seus aliados do que enfrentar a fome num cerco prolongado. Cota finalmente foi forçado a ceder e a proposta de Sabino foi vencedora.

### Derrota romana
Os romanos passaram a noite em rebuliço, preparando-se para abandonar o forte ao amanhecer. Na primeira luz, os romanos, em ordem de marcha (longas colunas de soldados com cada unidade seguindo a anterior), carregando um peso maior do que o habitual, deixaram o forte. Quando a maioria dos soldados já estava na planície, os gauleses atacaram traiçoeiramente de ambos os lados. Segundo o relato de César, Sabino perdeu a cabeça e passou a correr de coorte em coorte dando ordens pouco efetivas. Cota, por outro lado, manteve a compostura e "realizou seu dever como comandante e, em ação, seu dever como soldado". Por causa do comprimento das colunas, os comandantes não conseguiam dar ordens de maneira efetiva; a ordem para que a coluna se reformasse num quadrado foi passada de ombro a ombro coluna a frente. Ambiórix ordenou que seus homens lançassem suas lanças e recuassem quando fossem atacados, perseguindo depois os romanos quando eles tentassem voltar para a formação. Durante o combate, Cota foi atingido no rosto em cheio por uma pedra de funda.
Depois disto, Sabino enviou um mensageiro a Ambiórix pedindo termos para uma rendição. Cota não quis participar e não quis se render, ao passo que Sabino estava determinado a fazê-lo. Porém, Ambiórix, depois de prometer a ele sua vida e salvo-contudo para suas tropas, o distraiu com um longo discurso enquanto seus homens cercavam seu homens, o que resultou num massacre. Em seguida, os gauleses atacaram em massa o restante das forças romanas, mataram Cota e quase todos os seus homens. Os poucos sobreviventes recuaram para o forte, onde, desesperados, preferiram tirar suas próprias vidas. Apenas um punhado conseguiu se esgueirar para fora para avisar Tito Labieno sobre o desastre. No total, uma legião e cinco coortes, cerca de 7 500 homens, foram mortos em combate. Não se sabem quantos gauleses perderam a vida.

## Eventos posteriores
Depois de derrotar Cota e Sabino, Ambiórix tentou insuflar uma revolta geral na Gália Bélgica. Um ataque a Quinto Túlio Cícero (irmão mais novo do famoso orador Cícero), que na época estava com uma legião no território dos nérvios, levou a um cerco ao acampamento romano durante o qual Ambiórix tentou, sem sucesso, repetir o mesmo blefe. O ataque acabou fracassando por causa da chegada de César.
Tito Labieno, o comandante da Legio IV, que estava em Ardenas, descobriu que Indutiomaro e os tréveros estavam também em revolta. O líder destes últimos pediu ajuda aos sênones e às tribos germânicas do outro lado do Reno. A Legio IV suportou um cerco e Indutiomaro foi morto sem conseguir derrotar Labieno, mas sua família conseguiu escapar atravessando Reno.
Antes de atacar os eburões, César preferiu lidar com os aliados deles, forçando-os a prometer que não iriam ajudar a tribo que havia assassinado Cota e Sabino. Os nérvios foram as primeiras vítimas da retaliação. Durante o inverno, uma força de quatro legiões arrasou os campos e aprisionou uma enorme quantidade de gado e prisioneiros. Os menápios foram atacados por cinco legiões por que, segundo César, apenas eles, de todas as tribos da Gália, jamais enviaram embaixadores para discutir os termos de uma paz e por que eles eram aliados próximos de Ambiórix. Uma nova campanha de destruição finalmente os forçou à submissão; César então instalou seu aliado Cômio, rei dos atrebates, para controlá-los.
Depois da Revolta de Ambiórix, César construiu uma ponte sobre o Reno e realizou uma curta campanha na Germânia para punir as tribos que haviam ajudado os tréveros.
Quando o Senado Romano soube dos eventos, César jurou subjugar todas as tribos belgas. Apesar de ter levado alguns anos, os belgas não foram páreo para os 50 000 soldados veteranos à disposição de César. As tribos foram massacradas ou expulsas e seus campos foram incendiados. Os eburões deixaram de existir depois desta campanha.
O destino dos líderes da revolta foi diferente, mas nenhum deles chegou a ser capturado para serem exibidos no triunfo de Júlio César em Roma. Cativolco já estava idoso, fraco e incapaz de fugir. Ele amaldiçoou solenemente Ambiórix por incitar a revolta e se matou tomando veneno de folhas de teixo. Ambiórix e seus homens, por outro lado, fugiram para o outro lado do Reno e desapareceram da história.